# Радбрух
Радбрух (њем. Radbruch) општина је у њемачкој савезној држави Доња Саксонија. Једно је од 43 општинска средишта округа Линебург. Према процјени из 2010. у општини је живјело 1.880 становника. Посједује регионалну шифру (AGS) 3355028.

## Географски и демографски подаци
Радбрух се налази у савезној држави Доња Саксонија у округу Линебург. Општина се налази на надморској висини од 8 метара. Површина општине износи 22,5 km². У самом мјесту је, према процјени из 2010. године, живјело 1.880 становника. Просјечна густина становништва износи 83 становника/km².